# Phelliogeton kerguelensis
Phelliogeton kerguelensis is een zeeanemonensoort uit de familie Bathyphelliidae.
Phelliogeton kerguelensis is voor het eerst wetenschappelijk beschreven door Carlgren in 1928.